# レン (小惑星)
レン (3062 Wren) は、小惑星帯の小惑星である。アリゾナ州のローウェル天文台でエドワード・ボーエルが発見した。
イギリスの建築家、天文学者、クリストファー・レンに因んで名付けられた。